# Eksploracja stanowisk archeologicznych
Eksploracja stanowisk archeologicznych – pod tym pojęciem rozumiemy sposoby postępowania w trakcie wykopalisk. Metoda badawcza musi być dostosowana indywidualnie dla każdego rodzaju stanowiska.
Inaczej wyglądają badania na stanowisku jednowarstwowym a inaczej na stanowisku wielowarstwowym.
W czasie badań dąży się do odsłonięcia i zadokumentowania aktywności ludzkiej w przeszłości.
Kiedy odsłaniane są jak największe fragmenty warstwy mówimy o wykopaliskach szerokopłaszczyznowych. Umożliwiają one rejestrację zmian w obrębie stanowiska poprzez dokumentację następstwa warstw w pionie, przekrojów, stratygrafii.
Należy tak prowadzić eksplorację aby możliwe było odtworzenie trójwymiarowego obrazu nieodwracalnie zniszczonego przez nas w trakcie badań stanowiska archeologicznego.
Celem pracy na stanowisku jest zgodna z rzeczywistością i jak najdokładniejsza rejestracja układu zabytków ruchomych i nieruchomych z ich kontekstem. Niezbędne do tego jest dokładne prowadzenie badań.
Rozróżniamy dwa rodzaje eksploracji:
- Eksploracja arbitralna
- Eksploracja stratygraficzna